# Quadrangle de Mare Boreum

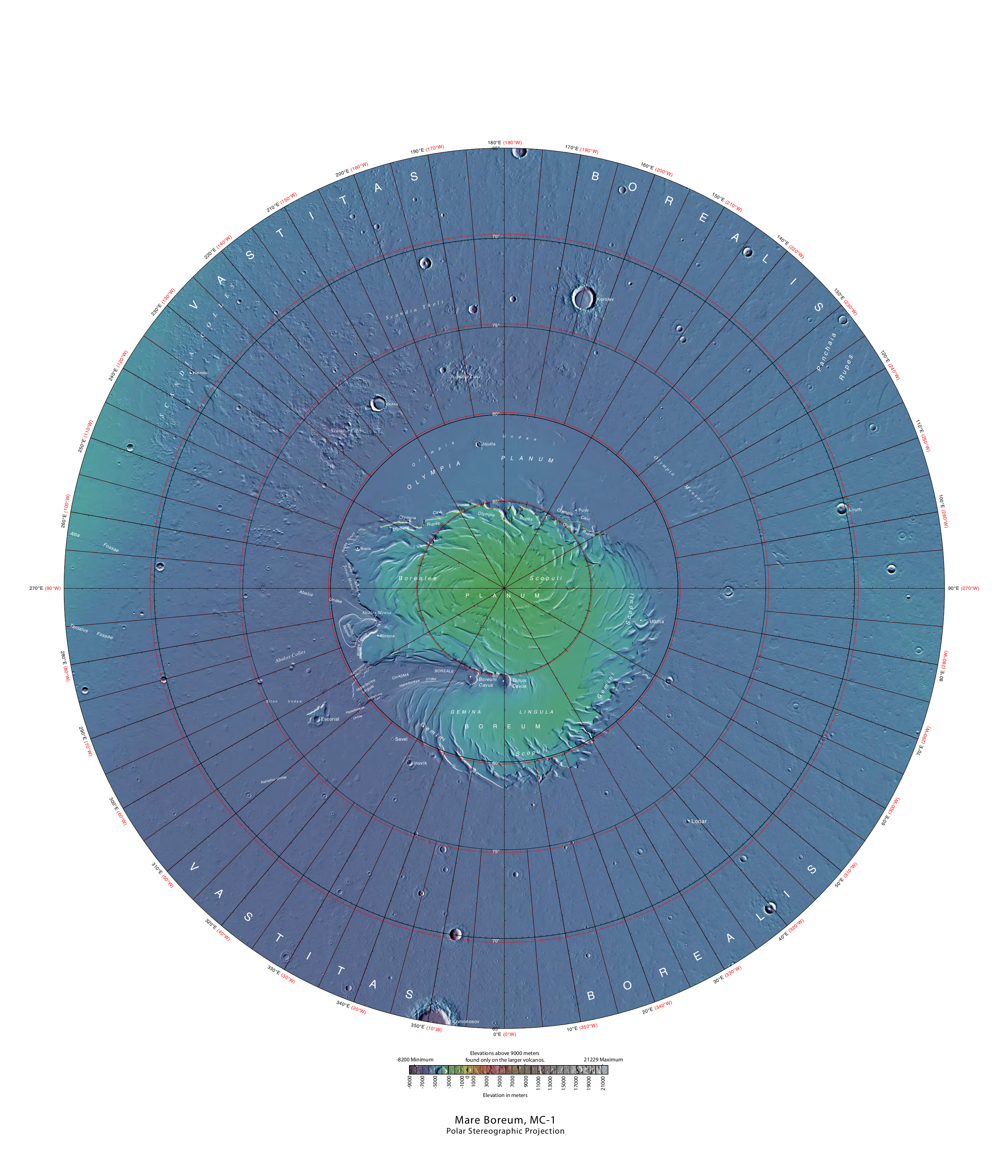

Dans le cadre de la géographie de la planète Mars, le quadrangle de Mare Boreum — également identifié par le code USGS MC-01 — désigne la région martienne définie par des latitudes supérieures à 65° N (ou encore : latitudes comprises entre 65 et 90° N ; toutes longitudes, c'est-à-dire comprises entre 0 et 360° E, ou encore entre 180° W et 180° E).

## Éléments géographiques
Ce quadrangle couvre donc la région polaire nord, à commencer par la calotte polaire boréale proprement dite, avec :
- le plateau polaire Planum Boreum[2] ;
- la grande zone à escarpements Boreales Scopuli[3] (zones qui, selon leurs définitions de l'UAI, se recouvrent partiellement) ;
- la zone Gemina Lingula[4], plus petite, portion de moins d'un sixième de la surface totale de la calotte polaire. Elle est située du côté méridien 0°, et est en partie séparée des autres cinq sixièmes de la calotte par Chasma Boreale[5].

La calotte s'arrête sur de forts dénivelés de type escarpements ou scopuli, qui sont côté méridien 0° et 90°E : Frigoris Scopulus ; Hyperboreus Scopulus ; Hypernotius Scopulus. Mais ces trois précédentes dénominations sont maintenant déconseillées par l'UAI, et regroupées sur la désignation Gemini Scopuli.
Le rebord de la calotte est profondément découpé par plusieurs chasmata, dont le plus important est le chasma Boreale, déjà cité.
Un autre élément remarquable du rebord, sujet de plusieurs études[réf. nécessaire], est Abalos Mensa, un relief détaché de la calotte, situé à cheval sur le méridien 105°W, de latitudes en gros entre 80° et 82°, moins élevé que la calotte elle-même, mais qui surplombe « en avant-pays » vers le sud la zone d'escarpements Abalos Scopuli, au pied de laquelle s'étale des zones dunaires, à la fois vers le sud et plus à l'ouest, cette dernière nommée Abalos Undae, et encore plus au sud, les collines Abalos Colles (au nord du bord ouest de Tempe Terra, dans la terminaison ouest de la grande plaine Vastitas Borealis).
En hiver (local), de par les précipitations de neige carbonique, la calotte présente visuellement une large extension saisonnière, avec de l'ordre du doublement de son diamètre ; c'est cette caractéristique temporelle, périodique, repérée par Christian Huyghens en fin du XVIIe siècle, qui lui permet de conclure à la présence de saisons sur Mars.
Cette calotte polaire est entourée par une large ceinture de dunes de sable, dont les zones reconnues d'Abalos Undae déjà citée, d'Hyperboreae Undae, et surtout d'Olympia Undae.
Enfin ce quadrangle circulaire est bordé par les vastes plaines de la région circumpolaire Vastitas Borealis.

## Exploration planétologique
L'atterrisseur Phoenix de la NASA se pose dans ce quadrangle le 25 mai 2008, dans la plaine Vastitas Borealis à la position géographique de 68° de latitude nord et 234° de longitude est (68.22°N 125.7°W (en)), et y travaille jusqu'au 2 novembre 2008. Il y découvre la présence de la glace d'eau sous une dizaine de centimètres de régolithe, et la présence de perchlorates et de carbonates dans les premiers centimètres de ce dernier. Il réalise de nombreuses observations météorologiques qui se révèleront importantes pour développer un modèle météo-climatique de l'atmosphère martienne.

#### Imagerie et cartes du quadrangle
- Image satellite (jpg) de l'albédo dans le visible, de l'ensemble (photomosaïque) du quadrangle Mare Boreum, dite image MOC ;
- Carte altimétrique [PDF] du quadrangle Mare Boreum, originelle sur la base de l'altimétrie MOLA, et toponymie ;
- Carte altimétrique [PDF], évolution de la précédente, avec mise à jour régulière des indications toponymiques selon les directives de l'UAI (la date de la dernière mise à jour de la carte est indiquée dans le coin en bas à droite de celle-ci).